# Guz Pancoasta
Guz Pancoasta (zespół Pancoasta, ang. Pancoast syndrome) – szczególna postać kliniczna raka oskrzela, zlokalizowanego obwodowo w okolicy szczytu płuca mogący naciekać żebra, kręgi, ścianę klatki piersiowej i struktury otworu górnego klatki piersiowej. Guz Pancoasta musi naciekać opłucną ścienną i wywoływać objawy neurologiczne, sama lokalizacja w szczycie płuca nie wystarcza do klasyfikacji nowotworu płuc jako guza Pancoasta. Często dochodzi do uszkodzenia splotu ramiennego i zwoju gwiaździstego. Stanowi około 5% przypadków raka płuc.
Około 70% guzów stanowi gruczolakorak, resztę stanowi rak drobnokomórkowy i olbrzymiokomórkowy. Pierwszym objawem bywa stały ból okolicy barku, łopatki, a czasami także ramienia spowodowany uciskiem lub naciekaniem splotu ramiennego, opłucnej ściennej, żeber I-III; jest to ból charakterystyczny dla tej choroby. Charakterystyczny jest zespół objawów neurologicznych spowodowanych uciskiem splotu barkowego oraz zespół Hornera (m.in. ptoza, mioza, enoftalmia) spowodowany uciskiem lub naciekaniem zwojów współczulnych. Guz Pancoasta z definicji jest zaawansowanym nowotworem (guzy T3 i T4 w klasyfikacji TNM).
Podstawą leczenia potencjalnie operacyjnych nowotworów jest indukcyjna chemioterapia z ewentualną resekcją guza. W pozostałych przypadkach stosuje się radioterapię i chemioterapię.
Nazwa pochodzi od Henry'ego Pancoasta, amerykańskiego radiologa, który jako pierwszy opisał jednostkę chorobową w 1924 roku.

## Klasyfikacja ICD10
| kod ICD10     | nazwa choroby                               |
| ------------- | ------------------------------------------- |
| ICD-10: C34   | Nowotwór złośliwy oskrzela i płuca          |
| ICD-10: C34.1 | Płat górny płuca lub oskrzele płatowe górne |